# Julia Kedhammar
Julia Kedhammar (* 7. April 2000 in Skogås) ist eine Sängerin aus Schweden.

## Leben und Karriere
Kedhammar nahm am 6. Juni 2014 am schwedischen Vorentscheid Lilla Melodifestivalen für den Junior Eurovision Song Contest 2014 teil, den sie mit dem Song "Du är inte ensam" (zu deutsch: Du bist nicht allein) gewann. Am 15. November 2014 wird sie mit diesem Lied ihr Land Schweden in Marsa auf der Insel Malta vertreten
Kedhammar steuerte den offiziellen Meisterschafts-Song "Dancing for Gold" zur Floorball-Weltmeisterschaft 2014 in Göteborg bei.